# IC 3239
IC 3239 — галактика типу Irr (іррегулярна галактика) у сузір'ї Діва.
Цей об'єкт міститься в оригінальній редакції індексного каталогу.